# Karel Gut
Karel Gut, češki hokejist, * 16. september 1927, Praga, Češka, † 6. januar 2014.
Gut je bil dolgoletni igralec kluba HK Sparta Praga v češkoslovaški ligi. Za češkoslovaško reprezentanco je igral na treh olimpijskih igrah in več svetovnih prvenstvih, kjer je bil dobitnik treh bronastih medalj. Za reprezentanca je na 114-ih tekmah dosegel 35 golov. Kot selektor je vodil več reprezentanc, tudi češkoslovaško, finsko in ameriško, s katerimi je na Svetovnih prvenstvih osvojil po eno srebrno medaljo. 